# قلعة سمارة
قلعة سمارة قلعة أثرية تقع في مديرية المخادر في أعلى نقيل سمارة (الجبل الذي تقع عليه) في محافظة إب إحدى محافظات الجمهورية اليمنية. تاريخ إنشائها ومن بناها غير معلوم ولكن هناك بعض المؤرخين ذكروها في كتبهم مثل أبو محمد الهمداني في القرن الرابع الهجري، ولكن نجد ياقوت الحموي يذكرها في كتابه معجم البلدان وذلك في القرن التاسع الهجري في حديثه عن جبل حيد وذكر (أن في رأسه قلعة يقال لها سمارة وهذه دلالة على وجود هذه القلعة قبل هذه الفترة، كما ذكر في ذلك الكتاب أنه يوجد في القلعة مسجد بناه أحد الصحابة لرسول الله محمد بن عبد الله هو معاذ بن جبل دون الإشارة للقلعة وقد يكون هذا تاريخاً سابقاً للقلعة ولكنه يظل إشارة هامة إلى تاريخ المنطقة.

## التخطيط المعماري
للقلعة تخطيط معماري يعود للنمط العسكري من ناحية موقعها الاستراتيجي أو أسلوب بنائها، فموقعها الاستراتيجي يطل على مساحة واسعة من المرتفعات الجبلية والوديان، وتتميز هذه القلعة بموقعها الفريد حيث تتوسط طريق صنعاء، إب، تعز، الحديدة وغيرها من المدن كما أن ارتفاعها الشاهق لعب دور كبير في تعزيز أهميتها.
أما من الناحية المعمارية فتتميز القلعة بتصميم هندسي دقيق يتناسب مع مهامها الحربية والدفاعية، حيث نجد عمارتها تتكون من عناصر معمارية مترابطة مكملة لبعضها البعض وللقلعة سور حصين مربع الشكل وعلى كل ركن من أركانه برج إسطواني (برج حراسة) يرتفع أعلى السور ويبرز قليلاً للخارج وله مدخل وحيد، ولا يمكن الوصول إليها إلا عبر طريق منحدرة وضيقة تقع في الجهة الغربية للضلع الجنوبي للقلعة وإلى الداخل نجد فيها مسجد يقع أمام المدخل مباشرة. بالإضافة إلى مبنى ذو طابقين يقع إلى الجهة الشرقية للمسجد ومدخله من الجهة الغربية، وكذا خزانات الماء الموجودة في فناء القلعة وهو شيء ضروري وأساسي للقلاع لحفظ الماء وذلك عند الحصار أو أي ظرف قد يطرأ.